# Thesprotia graminis
Thesprotia graminis là một loài Bọ ngựa trong họ Bọ ngựa. Loài này được Scudder miêu tả năm 1878. Đây là loài bản địa của Hoa Kỳ.